# Gajówki
Gajówki und Gajówki (Osada) (deutsch Gajowken) sind zwei geographisch miteinander verbundene Orte in der polnischen Woiwodschaft Ermland-Masuren. Sie gehören zur Gmina Iłowo-Osada (Landgemeinde Illowo) im Powiat Działdowski (Kreis Soldau).

## Geographische Lage
Das Dorf Gajówki liegt im Südwesten der Woiwodschaft Ermland-Masuren, 20 Kilometer südwestlich der früheren Kreisstadt Neidenburg (polnisch Nidzica) bzw. acht Kilometer südöstlich der heutigen Kreismetropole Działdowo (deutsch Soldau i. Ostpr.). Gajówki (Osada) liegt wenige hundert Meter östlich des Dorfes.

## Geschichte
Gajowken wurde um 1840 gegründet und hieß bis zum 9. März 1862 Abbau Wenzlawski. Ursprünglich bestand das Dorf lediglich aus einem – aber dafür sehr großen – Hof. Gajówki war ein Wohnplatz der Landgemeinde Kyschienen (polnisch Kisiny). 45 Einwohner waren im Jahre 1905 in Gajowken gemeldet.
Als Dorf im Soldauer Gebiet gehörte Gajowken vom 10. Januar 1920 bis zum 26. Oktober 1939 zu Polen und trug die polnische Namensform „Gajówko“. Danach kam die Region wieder zum Deutschen Reich und wurde am 24. April 1940 in den Kreis Neidenburg rückgegliedert. Doch nicht für lange Zeit. In Kriegsfolge nämlich wurde 1945 das gesamte südliche Ostpreußen an Polen überstellt. Gajowken erhielt jetzt die polnische Namensform „Gajówki“ und ist ebenso wie die Nachbarsiedlung Gajówki (Osada) als Teil des Dorfes Kisiny (Kyschienen) in die Gmina Iłowo-Osada (Illowo) im Powiat Działdowski (Kreis Soldau) eingegliedert, bis 1998 der Woiwodschaft Ciechanów, seither der Woiwodschaft Ermland-Masuren zugehörig.

## Kirche
Vor 1945 war Gajowken in die evangelische Pfarrkirche Soldau in der Kirchenprovinz Ostpreußen der Kirche der Altpreußischen Union bzw. von 1920 bis 1945 in der Diözese Działdowo der Unierten Evangelischen Kirche in Polen, außerdem in die römisch-katholische St.-Adalbert-Kirche Soldau eingegliedert. Heute gehören Grajówki und Gajówki (Osada) zur evangelischen Erlöserkirche Działdowo in der Diözese Masuren der Evangelisch-Augsburgischen Kirche in Polen sowie zur katholischen St.-Johannes-der-Täufer-Kirche in Narzym im Dekanat Działdowo des Bistums Toruń (Thorn).

## Verkehr
Gajówki und Gajówki (Osada) liegen an einer Nebenstraße, die von Brodowo (Brodau) die Woiwodschaftsstraße 544 querend nach Mansfeldy (Mansfeld) führt. Die nächste Bahnstation ist Narzym an der Bahnstrecke Danzig–Warschau.